# Tchibanga
Tchibanga è il capoluogo della provincia di Nyanga, nel Gabon meridionale; la città è situata lungo il corso del fiume Nyanga. La popolazione è stimata essere di circa 24 000 abitanti. Nei pressi di Tchibanga si trova un aeroporto (l'aereo è uno dei mezzi di collegamento con la capitale Libreville, anche se i voli sono molto irregolari e l'aeroporto è spesso chiuso).
Gran parte della popolazione è composta da rifugiati dalla vicina Repubblica del Congo, motivo per cui in città è attivo un distaccamento dell'Alto commissariato delle Nazioni Unite per i rifugiati. L'etnia più rappresentata a Tchibanga è quella dei Bapounou.
Al contrario della maggior parte delle città gabonesi, Tchibanga non è circondata dalla fitta giungla che ricopre gran parte del paese, bensì sorge nella prateria che contraddistingue le regioni meridionali del paese. La maggior risorsa economica della città è rappresentata dal commercio.